# Australien vid världsmästerskapen i friidrott 2022
Australien tävlade vid världsmästerskapen i friidrott 2022 i Eugene i USA mellan den 15 och 24 juli 2022. Australien hade en trupp på 65 idrottare, varav 32 herrar och 33 damer.

## Medaljörer
| Medalj | Idrottare         | Gren                   | Datum   |
| ------ | ----------------- | ---------------------- | ------- |
| Guld   | Eleanor Patterson | Damernas höjdhopp      | 19 juli |
| Guld   | Kelsey-Lee Barber | Damernas spjutkastning | 22 juli |
| Brons  | Nina Kennedy      | Damernas stavhopp      | 17 juli |

## Resultat

### Herrar
Gång- och löpgrenar
| Idrottare       | Gren               | Försöksheat  | Försöksheat | Semifinal        | Semifinal        | Final            | Final            |
| Idrottare       | Gren               | Resultat     | Placering   | Resultat         | Placering        | Resultat         | Placering        |
| --------------- | ------------------ | ------------ | ----------- | ---------------- | ---------------- | ---------------- | ---------------- |
| Rohan Browning  | 100 meter          | 10,22        | =35         | Gick inte vidare | Gick inte vidare | Gick inte vidare | Gick inte vidare |
| Jake Doran      | 100 meter          | 10,29        | 41          | Gick inte vidare | Gick inte vidare | Gick inte vidare | Gick inte vidare |
| Calab Law       | 200 meter          | 20,50 0PB0   | 23 0Q0      | 20,72            | 21               | Gick inte vidare | Gick inte vidare |
| Aidan Murphy    | 200 meter          | 20,75        | 36          | Gick inte vidare | Gick inte vidare | Gick inte vidare | Gick inte vidare |
| Alex Beck       | 400 meter          | 45,99        | 21 0q0      | 46,21            | 23               | Gick inte vidare | Gick inte vidare |
| Steven Solomon  | 400 meter          | 46,87        | 36          | Gick inte vidare | Gick inte vidare | Gick inte vidare | Gick inte vidare |
| Peter Bol       | 800 meter          | 1.45,50      | 9 0Q0       | 1.45,58          | 8 0q0            | 1.45,51          | 7                |
| Joseph Deng     | 800 meter          | 0DNS0        | 0DNS0       | 0DNS0            | 0DNS0            | 0DNS0            | 0DNS0            |
| Oliver Hoare    | 1 500 meter        | 3.36,17      | 8 0Q0       | 3.38,36          | 18               | Gick inte vidare | Gick inte vidare |
| Stewart McSweyn | 1 500 meter        | 3.34,91 0SB0 | 1 0Q0       | 3.35,07          | 5 0Q0            | 3.33,24 0SB0     | 9                |
| Matthew Ramsden | 1 500 meter        | 3.39,83      | 32          | Gick inte vidare | Gick inte vidare | Gick inte vidare | Gick inte vidare |
| Matthew Ramsden | 5 000 meter        | 13.52,90     | 35          | —                | —                | Gick inte vidare | Gick inte vidare |
| Jack Rayner     | 5 000 meter        | 0DNS0        | 0DNS0       | —                | —                | 0DNS0            | 0DNS0            |
| Ky Robinson     | 5 000 meter        | 13.27,03     | 19          | —                | —                | Gick inte vidare | Gick inte vidare |
| Jack Rayner     | 10 000 meter       | —            | —           | —                | —                | 28.24,12         | 19               |
| Chris Douglas   | 110 meter häck     | 13,95        | 36          | Gick inte vidare | Gick inte vidare | Gick inte vidare | Gick inte vidare |
| Nicholas Hough  | 110 meter häck     | 13,51        | 18 0q0      | 13,42            | 15               | Gick inte vidare | Gick inte vidare |
| Ben Buckingham  | 3 000 meter hinder | 8.29,15      | 27          | —                | —                | Gick inte vidare | Gick inte vidare |
| Edward Trippas  | 3 000 meter hinder | 8.23,83      | 20          | —                | —                | Gick inte vidare | Gick inte vidare |
| Rhydian Cowley  | 20 kilometer gång  | —            | —           | —                | —                | 1:23.37          | 19               |
| Kyle Swan       | 20 kilometer gång  | —            | —           | —                | —                | 1:28.43          | 33               |
| Declan Tingay   | 20 kilometer gång  | —            | —           | —                | —                | 1:23.28          | 17               |
| Rhydian Cowley  | 35 kilometer gång  | —            | —           | —                | —                | 2:30.34 0NR0     | 18               |
| Carl Gibbons    | 35 kilometer gång  | —            | —           | —                | —                | 0DNF0            | 0DNF0            |

Teknikgrenar
| Idrottare             | Gren          | Kval        | Kval      | Final            | Final            |
| Idrottare             | Gren          | Distans     | Placering | Distans          | Placering        |
| --------------------- | ------------- | ----------- | --------- | ---------------- | ---------------- |
| Joel Baden            | Höjdhopp      | 2,28 m 0SB0 | =9 0q0    | 2,27 m           | 10               |
| Yual Reath            | Höjdhopp      | 2,17 m      | 26        | Gick inte vidare | Gick inte vidare |
| Brandon Starc         | Höjdhopp      | 0DNS0       | 0DNS0     | 0DNS0            | 0DNS0            |
| Kurtis Marschall      | Stavhopp      | 5,50 m      | =24       | Gick inte vidare | Gick inte vidare |
| Henry Frayne          | Längdhopp     | 7,99 m      | 8 0q0     | 7,80 m           | 12               |
| Christopher Mitrevski | Längdhopp     | 7,83 m      | 16        | Gick inte vidare | Gick inte vidare |
| Matthew Denny         | Diskus        | 66,98 m     | 4 0Q0     | 66,47 m          | 6                |
| Cruz Hogan            | Spjutkastning | 73,03 m     | 26        | Gick inte vidare | Gick inte vidare |
| Cameron McEntyre      | Spjutkastning | 77,50 m     | 21        | Gick inte vidare | Gick inte vidare |

Mångkamp – Tiokamp
| Idrottare        | Gren     | 100 m      | Längd       | Kula         | Höjd        | 400 m      | 110 m häck | Diskus       | Stav        | Spjut        | 1 500 m      | Totalt     | Placering |
| ---------------- | -------- | ---------- | ----------- | ------------ | ----------- | ---------- | ---------- | ------------ | ----------- | ------------ | ------------ | ---------- | --------- |
| Cedric Dubler    | Resultat | 10,93      | 7,56 m 0SB0 | 12,87 m      | 2,08 m      | 47,71      | 14,28      | 42,88 m      | 5,10 m 0SB0 | 54,76 m      | 4.37,26 0SB0 | 8 246      | 8         |
| Cedric Dubler    | Poäng    | 876        | 950         | 659          | 878         | 923        | 939        | 723          | 941         | 659          | 698          | 8 246      | 8         |
| Daniel Golubovic | Resultat | 10,99      | 6,96 m 0SB0 | 15,00 m      | 1,96 m 0SB0 | 49,44 0SB0 | 13,92 0PB0 | 46,37 m      | 4,60 m      | 56,75 m 0SB0 | 4.29,67 0SB0 | 8 071 0SB0 | 14        |
| Daniel Golubovic | Poäng    | 863        | 804         | 790          | 767         | 841        | 985        | 795          | 790         | 689          | 747          | 8 071 0SB0 | 14        |
| Ashley Moloney   | Resultat | 10,49 0SB0 | 7,46 m      | 14,28 m 0SB0 | 1,96 m      | 46,88 0SB0 | 14,46 0SB0 | 42,45 m 0SB0 | 0DNS0       | –            | –            | 0DNF0      | –         |
| Ashley Moloney   | Poäng    | 977        | 925         | 745          | 767         | 964        | 916        | 715          | 0           |              |              | 0DNF0      | –         |

### Damer
Gång- och löpgrenar
| Idrottare             | Gren               | Försöksheat  | Försöksheat | Semifinal        | Semifinal        | Final            | Final            |
| Idrottare             | Gren               | Resultat     | Placering   | Resultat         | Placering        | Resultat         | Placering        |
| --------------------- | ------------------ | ------------ | ----------- | ---------------- | ---------------- | ---------------- | ---------------- |
| Bree Masters          | 100 meter          | 11,29 0PB0   | 30          | Gick inte vidare | Gick inte vidare | Gick inte vidare | Gick inte vidare |
| Jacinta Beecher       | 200 meter          | 23,22        | 26 0Q0      | 23,14            | 20               | Gick inte vidare | Gick inte vidare |
| Ella Connolly         | 200 meter          | 23,27        | 29          | Gick inte vidare | Gick inte vidare | Gick inte vidare | Gick inte vidare |
| Catriona Bisset       | 800 meter          | 2.22,25      | 45 qR       | 2.05,20          | 26               | Gick inte vidare | Gick inte vidare |
| Claudia Hollingsworth | 800 meter          | 2.04,11      | 42          | Gick inte vidare | Gick inte vidare | Gick inte vidare | Gick inte vidare |
| Tess Kirsopp-Cole     | 800 meter          | 2.05,74      | 43          | Gick inte vidare | Gick inte vidare | Gick inte vidare | Gick inte vidare |
| Abbey Caldwell        | 1 500 meter        | 0DNS0        | 0DNS0       | 0DNS0            | 0DNS0            | 0DNS0            | 0DNS0            |
| Georgia Griffith      | 1 500 meter        | 4.07,65      | 25 0Q0      | 4.05,16          | 13 0Q0           | 4.03,26          | 9                |
| Linden Hall           | 1 500 meter        | 4.03,21      | 3 0Q0       | 4.04,65          | 12               | Gick inte vidare | Gick inte vidare |
| Jessica Hull          | 1 500 meter        | 4.04,68      | 9 0Q0       | 4.01,81          | 3 0Q0            | 4.01,82          | 7                |
| Rose Davies           | 5 000 meter        | 15.45,95     | 27          | —                | —                | Gick inte vidare | Gick inte vidare |
| Jessica Hull          | 5 000 meter        | 0DNS0        | 0DNS0       | —                | —                | 0DNS0            | 0DNS0            |
| Natalie Rule          | 5 000 meter        | 0DNF0        | 0DNF0       | —                | —                | Gick inte vidare | Gick inte vidare |
| Sarah Klein           | Maraton            | —            | —           | —                | —                | 2:30.10 0PB0     | 14               |
| Liz Clay              | 100 meter häck     | 0DSQ0        | 0DSQ0       | Gick inte vidare | Gick inte vidare | Gick inte vidare | Gick inte vidare |
| Michelle Jenneke      | 100 meter häck     | 12,84 0SB0   | 11 0Q0      | 12,66 0PB0       | 11               | Gick inte vidare | Gick inte vidare |
| Celeste Mucci         | 100 meter häck     | 13,01        | 18 0q0      | 0DSQ0            | 0DSQ0            | Gick inte vidare | Gick inte vidare |
| Sarah Carli           | 400 meter häck     | 55,89        | 21 0Q0      | 55,57 0SB0       | 21               | Gick inte vidare | Gick inte vidare |
| Amy Cashin            | 3 000 meter hinder | 9.21,46 0PB0 | 17          | —                | —                | Gick inte vidare | Gick inte vidare |
| Brielle Erbacher      | 3 000 meter hinder | 9.40,55      | 33          | —                | —                | Gick inte vidare | Gick inte vidare |
| Cara Feain-Ryan       | 3 000 meter hinder | 9.43,41      | 34          | —                | —                | Gick inte vidare | Gick inte vidare |
| Rebecca Henderson     | 20 kilometer gång  | —            | —           | —                | —                | 1:34.38          | 20               |
| Jemima Montag         | 20 kilometer gång  | —            | —           | —                | —                | 1:28.17          | 4                |
| Kelly Ruddick         | 35 kilometer gång  | —            | —           | —                | —                | 3:11.55          | 34               |

Teknikgrenar
| Idrottare         | Gren          | Kval    | Kval      | Final            | Final            |
| Idrottare         | Gren          | Distans | Placering | Distans          | Placering        |
| ----------------- | ------------- | ------- | --------- | ---------------- | ---------------- |
| Nicola Olyslagers | Höjdhopp      | 1,93 m  | 9 0q0     | 1,96 m 0=SB0     | 5                |
| Eleanor Patterson | Höjdhopp      | 1,93 m  | =1 0q0    | 2,02 m 0=AR0     | 1                |
| Nina Kennedy      | Stavhopp      | 4,50 m  | =1 0q0    | 4,80 m 0SB0      | 3                |
| Brooke Buschkuehl | Längdhopp     | 6,76 m  | 6 0Q0     | 6,87 m           | 5                |
| Samantha Dale     | Längdhopp     | 6,04 m  | 24        | Gick inte vidare | Gick inte vidare |
| Alexandra Hulley  | Släggkastning | 68,83 m | 18        | Gick inte vidare | Gick inte vidare |
| Kelsey-Lee Barber | Spjutkastning | 61,27 m | 5 0q0     | 66,91 m 0VB0     | 1                |
| Mackenzie Little  | Spjutkastning | 59,06 m | 12 0q0    | 63,22 m 0PB0     | 5                |
| Kathryn Mitchell  | Spjutkastning | 53,09 m | 25        | Gick inte vidare | Gick inte vidare |